# Lygesis ornata
Lygesis ornata là một loài bọ cánh cứng trong họ Cerambycidae.